# Karolin (Drzeżewo)
Karolin – uroczysko-dawna miejscowość (niestandarzyownay przysiółek wsi Drzeżewo) w Polsce położona w województwie pomorskim, w powiecie słupskim, w gminie Główczyce.
Dawniej nieoficjalny przysiółek wsi Drzeżewo, śródpolna osada popegeerowska.
W latach 1975–1998 miejscowość administracyjnie należała do województwa słupskiego.